# الروضة (الكويت)
الروضة (نطق عربي خليجي: /ɪrːoːðˤə/) هي منطقة تقع داخل محافظة العاصمة في الكويت وتعتبر إحدى ضواحي عاصمة الكويت: مدينة الكويت، تتكون من خمس قطع سكنية وهي مخدومة من قبل جمعية الروضة وحولي التعاونية، كما تجاور خمس مناطق أخرى، وفي اتجاه عقارب الساعة، فهي العديلية والنزهة وحولي والسرة، فتقع المنطقة بين الطريق الدائري الثالث والطريق الدائري الرابع في الكويت من الشرق إلى الغرب، ويخدمهما طريق الكويت رقم 40 يقع شرق المنطقة ويخدمها من الشمال إلى الجنوب.

## التسمية وعلم الألفاظ
تمت تسمية هذه المنطقة بسبب المجموعات الواسعة من النباتات والزهور التي تتفتح فيها خلال موسم الربيع، كما سميت نظراً لمياهها النقية وأراضيها وتربتها الخصبة، ولأنها اشتهرت بكونها وجهة نزهة هادئة لسكان الكويت. "الروضة" تعني "الحديقة" أو "المرج" في اللغة العربية.

## تاريخ موجز ومفصل
تأسست منطقة الروضة لأول مرة في عام 1960، حيث بدأت كقسم من المنطقة المجاورة لها، العديلية سميِّت نسبة إلى عدلان بن علي الرشيدي، وفي ذلك الوقت، تم تقسيم العديلية إلى منطقتين سكنيتين، العديلية الغربية، والتي أصبحت العديلية الحديثة اليوم، وشرق العديلية  ، والتي تعرف الآن بمنطقة الروضة السكنية، وبقيت هذه التسمية حتى عام 1970م حيث قررت الدولة الاحتفاظ باسم العديلية الغربية مع إلغاء كلمة "غرب"، ومن ناحية أخرى، تم تغيير اسم شرق العديلية إلى "الروضة"، وتعتبر الروضة من أهم المناطق السكنية داخل العاصمة مدينة الكويت، بعد أن تم العمل على مخطط كامل لتحويلها إلى منطقة سكنية على يد متخصصين في البلدية الكويتية وتحتل منطقة الروضة مساحة قدرها 3 ملايين متر مربع (23,000,000م)، وتنتشر فيها كمية كبيرة من آبار المياه الجوفية، وتساعد هذه الآبار في ازدهارها وتسهيل العملية الزراعية، ويعتبر ذلك من أهم العوامل التي ساهمت في تسميتها بهذا الاسم.

## الجغرافيا والمناخ
تقع الروضة في دولة الكويت شرقاً، وتحديداً في منطقة الصحراء العربية، وتتميز المنطقة بمناخ صحراوي حار جاف طوال العام، كما هو الحال مع باقي مناطق البلاد، وتتراوح درجات الحرارة في الصيف بين 40 و50 درجة مئوية نهاراً، وتنخفض خلال الشتاء لتصل إلى 10 درجات مئوية ليلاً، وتهب الرياح الشمالية الغربية على المنطقة خلال فصل الصيف، والرياح الجنوبية الشرقية خلال فصل الشتاء، وتتسبب هذه الرياح في زيادة مستوى تلوث الهواء في المنطقة، خاصة خلال فصلي الربيع والصيف، وأما الأمطار فهي تهطل نسبياً في المنطقة، وتتراوح كميتها السنوية بين 100 ملمتر و150 ملمتر سنوياً.

## التنوع العرقي والثقافي
تتميز المنطقة بالتنوع العرقي وانتشار الجنسيات المختلفة، وهذا هو الحال مع معظم مناطق الكويت التي تستقبل المغتربين من كل مكان.
اللغة الرسمية في الروضة هي بالطبع اللغة العربية التي يتحدث بها معظم السكان هناك، وخاصة الكويتيين. وبعد ذلك تأتي اللغة الإنجليزية التي يتحدث بها الغالبية العظمى من المغتربين. ومن الجدير بالذكر أن التعداد السكاني لمنطقة الروضة يختلف بشكل مستمر حسب دخول وخروج المواطنين منها وإليها.

## التقسيم والطرق والنقل
تنقسم المنطقة استراتيجياً إلى خمسة قطع سكنية، وتقع بين وتضم عدة طرق هامة وطرق سريعة وطرق سريعة، حيث يحد المنطقة من الشرق طريق المغرب، ومن الشمال طريق عبد الله علي المطوع شارع. أما جنوباً فيقع طريق حسن بن علي الرومي، ومن الغرب طريق دمشق الشهير (الذي يقع على حدود المنطقة).

## الخدمات الاستهلاكية العامة
من أهم نقاط القوة التي تميز الروضة عن باقي مناطق الكويت هو وجود كافة الخدمات الرئيسية التي يجب أن تتوافر في أي منطقة. وبحسب شهادات جميع سكان المنطقة، فإنها لا تعاني من نقص الخدمات كما يحدث مع المناطق الأخرى التي تعاني بشدة من نقص الخدمات الأساسية

### الجمعية التعاونية
تأسست جمعية الروضة وحولي التعاونية (أو الجمعية التعاونية باختصار) في عام 1969 وتقدم خدمات استهلاكية عامة، بما في ذلك إدارة السوبر ماركت الرئيسي والمتاجر الخاصة بكل مجمع من المجمعات السكنية الخمس. يشغل محمد يوسف الكندري منصب رئيس مجلس إدارة السوبر ماركت.ومن هنا جاء الاسم، حيث تشترك الروضة في هذه الجمعية التعاونية مع حولي (التي تقع بجوار الأولى)، على الرغم من وقوعها ضمن محافظات مختلفة (الروضة في محافظة العاصمة وحولي في محافظة حولي). يتم تصنيف الجمعية التعاونية في هذه المنطقة باستمرار على أنها الأفضل أو الأفضل في دولة الكويت. كما تحتوي المنطقة على بلدية، ومكتبة عامة للمقيمين والمغتربين، ومكتب بريد، ومكتبة عامة مركزية للمقيمين والمغتربين. وتقع جميعها في المبنى الإداري المجاور للسوبر ماركت الرئيسي (إدارة جمعية الروضة وحولي التعاونية).

### المخفر ومركز الشرطة
تستضيف المنطقة مركز شرطة الروضة، وهو أحد مراكز الشرطة الخمسة الموجودة في محافظة العاصمة الكويت. كما هو الحال مع جميع مراكز الشرطة الأخرى العاملة في جميع أنحاء البلاد، يتم تشغيلها من قبل وزارة الداخلية الكويتية (M.O.I).

### التعليم
وبحسب وزارة التربية والتعليم الكويتية، تعمل روضتان للأطفال في الروضة، تخدم المنطقة مدرستان ابتدائيتان حكوميتان: مدرسة عمرو بن العاص الابتدائية للبنين ومدرسة سمية الابتدائية للبنات. علاوة على ذلك، تخدم مدرسة ابن الأثير المتوسطة للبنين ومدرسة نسيبة بنت كعب المتوسطة للبنات طلاب المنطقة المتوسطين. أما بالنسبة للتعليم الثانوي، فتخدم مدرسة عبد الله الجابر الصباح الثانوية للبنين ومدرسة الروضة الثانوية للبنات احتياجات المقيمين.

### المستوصف ومركز الرعاية الصحية
يتم تشغيل مركز الروضة الصحي من قبل وزارة الصحة الكويتية، وتم بناؤه على مساحة 1200 متر مربع، ويقدم مجموعة كبيرة من الخدمات التشخيصية والمتخصصة للمقيمين. ويسعى إلى توفير جميع الاحتياجات الطبية لجميع سكان المنطقة، و لتلبية طلبات الطوارئ في أسرع وقت ممكن. كما يوجد أيضًا مركز خاص لمرضى السكر، مجهز ومجهز على أعلى المستويات.

### الترفيه
أما من الناحية الترفيهية، فتحتوي المنطقة على العديد من وسائل الراحة ووسائل الراحة، على عكس المناطق الأخرى التي يشكو مواطنوها من قلة المتنزهات والحدائق. وتحتل الروضة مكانة عالية في جذب السياح نظراً للحدائق العامة الجميلة المنتشرة في كل مكان. وتستضيف هذه الحدائق عدداً كبيراً من الحفلات والمؤتمرات، بالإضافة إلى العديد من الفعاليات الهامة. على سبيل المثال، حديقة الروضة التي تتمتع بموقع استراتيجي وسط المنطقة، تصنف من أجمل الحدائق في دولة الكويت. تحتوي على حدائق مخصصة للمشي والركض، بالإضافة إلى العديد من المناطق الترفيهية والأماكن المخصصة للعب الأطفال. ويعتبر على نطاق واسع المكان المثالي للعائلات، وخاصة الأطفال، في منطقة الروضة.

### جمعية الإصلاح الاجتماعي
كما تحتوي الروضة على جمعية الإصلاح الاجتماعي، وتقع في قطعة 3. وتقوم هذه الجمعية بتسهيل العديد من الأنشطة، وتسعى إلى إيصال الفكرة السامية للدين الإسلامي.

### المطاعم
كما يوجد أيضًا العديد من فروع المطاعم المشهورة عالميًا، مثل المطعمين برجر كنج وصبواي (الذي كان ماكدونالدز سابقًا ويقع بجوار حديقة الروضة)، ومطعم دجاج كنتاكي المشوي، وغيرها من المطاعم. أنها توفر خيارات مختلفة لتناول الطعام، بما في ذلك خدمة التوصيل، وخدمة السيارات، وتناول الطعام.

### البنوك والخدمات المصرفية والمالية
كما توجد فروع للعديد من البنوك الشهيرة في جميع أنحاء منطقة الروضة، وذلك لتسهيل إجراء المعاملات المالية على المواطنين.

## العقار وسوق العقارات
أما بالنسبة لسوق العقارات داخل المنطقة، فقد تم عرض العديد من المنازل للبيع في أماكن مختلفة داخل منطقة الروضة. تعتبر المشاريع العقارية والسكنية من أهم ما يميز منطقة الروضة، ولذلك يمكن القول بأنها من أنسب المناطق السكنية في الكويت للراغبين في الاستقرار في مساكن ومساكن مناسبة ومعتدلة الأسعار.

### تسعير الأراضي المعروضة
أما بالنسبة للأراضي المطروحة للبيع فلم يتم تحديد سعر مسبقاً من قبل البائعين، ولكن هناك العديد من الأراضي المطروحة للبيع داخل الروضة.
الحد الأدنى لسعر بيع العقار الذي يحدده الملاك هو 800,000 دينار كويتي، مع وجود فروق بسيطة من عقار إلى آخر. تم تحديد هذا السعر للمنزل المكون من 3 طوابق، بمساحة 750 متر مربع، ويحتوي على 5 شقق في المتوسط. يصل الحد الأقصى لسعر المنزل إلى 1.6 مليون دينار كويتي، وذلك لمنزل على مساحة 1000 متر مربع. ومع ذلك، فمن الجدير بالذكر أن الأسعار تختلف حسب موقع العقار وعمره والخدمات التي يقدمها.

### الشقق السكنية للإيجار
وفي المقابل هناك شقق معروضة للإيجار ضمن منطقة الروضة، حيث تبدأ أسعار الإيجار من 900 دينار كويتي. تتكون هذه الشقق مما يلي:
1. ثلاث غرف نوم كبيرة
2. غرفة المعيشة
3. مطبخ
4. حمامين
5. غرفة خاصة لمدبرة المنزل

جميع الشقق المعروضة للإيجار هي شقق فاخرة، بتشطيبات حديثة، ويتم تأجيرها فقط للمتزوجين أو العائلات. وبالتالي المساهمة في خلق بيئة سكنية راقية في روضة وظروف معيشية فاخرة وهادئة.

## المشاريع
تشهد المنطقة عدداً مميزاً من المشاريع التي وضعتها ضمن مناطق الكويت الحيوية التي يعتمد عليها الاقتصاد الوطني.
وتتمحور أهم المشاريع التي أقيمت في منطقة الروضة حول مشروع مدينة الكويت للنازحين غرب منطقة مأرب. وقدرت التكلفة الأساسية أو الأولية لهذا المشروع بمبلغ 1.2 مليون دولار للبدء في تنفيذ المشروع. وقد تم تمويل المشروع من قبل الهيئة الوطنية الإسلامية وكذلك فريق تراحم الموجود داخل الكويت. ومن المتوقع من خلال الخطة الموضوعة لهذا المشروع إنشاء 250 وحدة سكنية، حيث ستكون هناك وحدة خاصة لكل عائلة نازحة. وتتكون كل وحدة من هذه الوحدات السكنية من غرفة معيشة ومطبخ وحمام وغرفتي نوم، على مساحة بناء 35 متر مربع.
وبعد الانتهاء من عملية البناء ستقوم الجهات المختصة داخل المحافظة بتقديم كافة الخدمات اللازمة بشكل سريع. وستشمل هذه الخدمات الكهرباء ومياه الشرب والصرف الصحي من خلال إنشاء محطة صرف صحي خاصة بالمنطقة. كما سيتم توفير أماكن خاصة للعلاج والحفاظ على الصحة العامة، بالإضافة إلى بناء المدارس لإتاحة فرصة التعليم لجميع الأطفال النازحين.